# Francisco de Goya
Francisco José de Goya y Lucientes (Fuendetodos, 30 de março de 1746 – Bordeaux, 16 de abril de 1828) foi um pintor e gravador espanhol. É considerado o mais importante artista espanhol do final do século XVIII e começo do século XIX.
Suas pinturas, desenhos e gravuras refletiram transformações históricas contemporâneas e influenciaram importantes pintores dos séculos XIX e XX. Goya é frequentemente referido como o último dos Velhos Mestres e o primeiro dos modernos.
Goya nasceu em uma família de classe média em 1746, em Fuendetodos em Aragão. Ele estudou pintura a partir dos 14 anos com José Luzán y Martinez e mudou-se para Madrid para estudar com Anton Raphael Mengs. Casou-se com Josefa Bayeu em 1773. Sua vida foi caracterizada por uma série de gestações e abortos espontâneos, e apenas um filho do casal sobreviveu até a idade adulta. Goya tornou-se um pintor da corte da Coroa Espanhola em 1786 e este início de sua carreira é marcado por retratos da aristocracia espanhola e da realeza e tapeçarias em estilo Rococó projetados para o palácio real.
Goya era reservado e, embora cartas e escritos seus tenham sobrevivido, pouco se sabe sobre seus pensamentos. Ele sofria de uma doença grave e não diagnosticada em 1793 que o deixou surdo, o que se refletiu em seu trabalho, que se tornou progressivamente mais sombrio e pessimista. Seus quadros, murais, gravuras e desenhos parecem refletir uma visão sombria nos níveis pessoal, social e político, e contrastam com sua ascensão social. Ele foi nomeado Diretor da Real Academia em 1795, ano em que Manuel Godoy fez um tratado desfavorável com a França. Em 1799, Goya tornou-se Primer Pintor de Cámara (Pintor da Primeira Corte), classificação mais alta para um pintor da corte espanhola. No final da década de 1790, encomendado por Godoy, ele completou seu La maja desnuda, um nu ousado para a época com influência de Diego Velázquez. Em 1800–01, ele pintou Carlos IV de Espanha e sua família, também influenciado por Velázquez.
Em 1807, Napoleão liderou o exército francês na Guerra Peninsular contra a Espanha. Goya permaneceu em Madrid durante a guerra, o que parece tê-lo afetado profundamente. Embora ele não tenha expressado seus pensamentos em público, eles podem ser inferidos em sua série de gravuras Los Desastres de la Guerra (embora publicada 35 anos após sua morte) e suas pinturas de 1814 O segundo de maio de 1808 e O terceiro de maio de 1808. Outros trabalhos do período incluem as séries Los Caprichos e Los Disparates gravura, e uma variedade de pinturas relacionadas com a insanidade, manicômios, bruxas, seres fantásticos, religião e política, que sugerem que ele temia pelo destino de seu país e por sua própria saúde física e mental.
Seus últimos anos culminam com as Pinturas Negras de 1819–1823, aplicadas a óleo nas paredes de gesso de sua casa, conhecida como Quinta del Sordo (Casa do Surdo) onde, desiludido com os desenvolvimentos políticos e sociais na Espanha, viveu quase isolado. Goya abandonou a Espanha em 1824 para se retirar para a cidade francesa de Bordeaux, acompanhado por sua empregada e companheira muito mais jovem, Leocadia Weiss, que pode ou não ter sido sua amante. Lá ele completou sua série La Tauromaquia e várias outras telas importantes.
Após um AVC que o deixou com o lado direito do corpo paralisado, e sofrendo de problemas de visão e de pouco acesso a materiais de pintura, Goya morreu e foi sepultado em 16 de abril de 1828, aos 82 anos. Seu corpo foi depois sepultados na Ermita de San Antonio de la Florida, em Madrid. Curiosamente, seu crânio estava faltando, um detalhe que o cônsul espanhol imediatamente comunicou a seus superiores em Madrid, que responderam: "Envie Goya, com ou sem cabeça".

## Biografia

### Primeiros anos

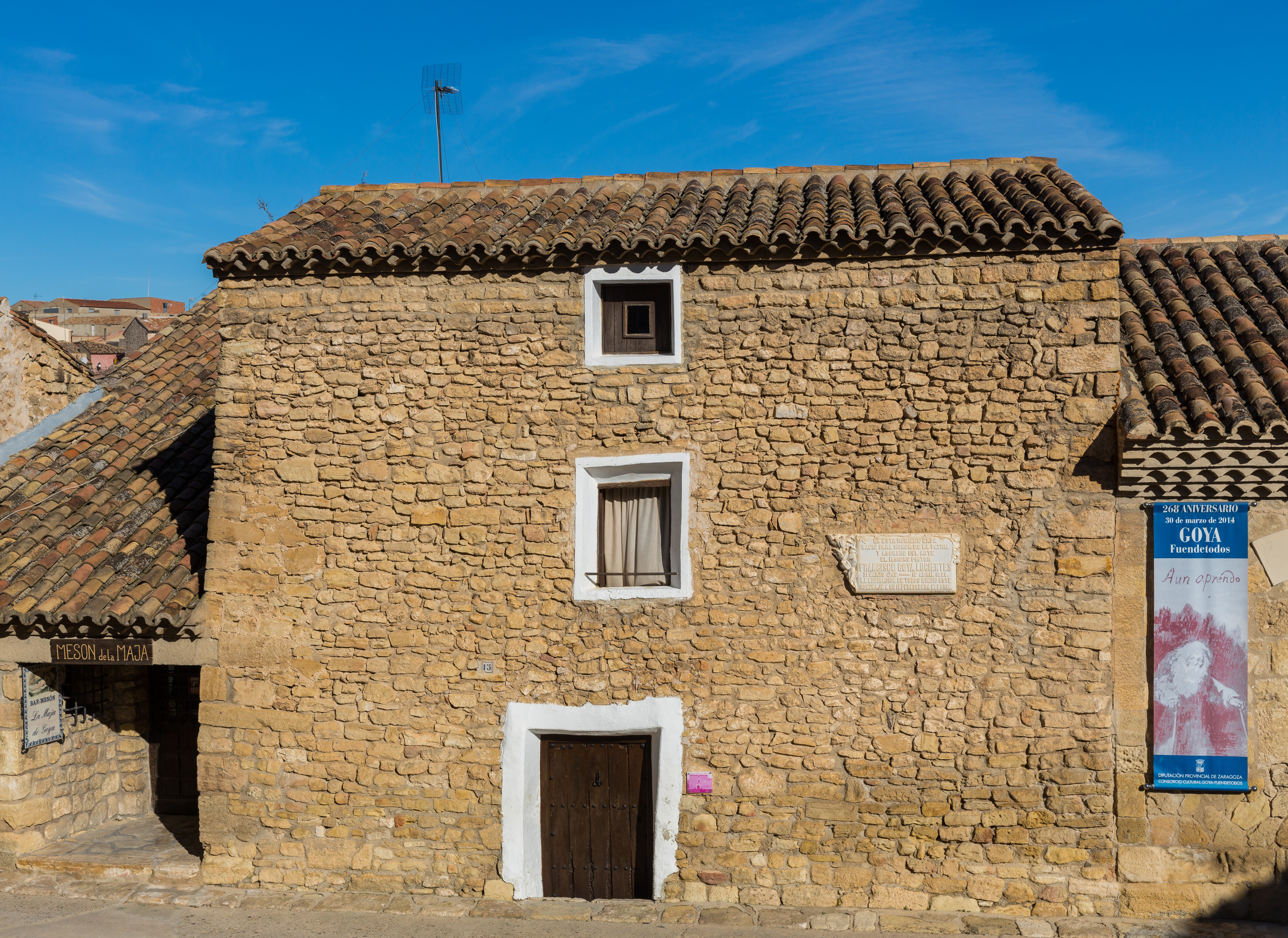
Casa onde nasceu Francisco Goya, Fuendetodos, Saragoça

Goya nasceu em Fuendetodos, Aragão, em 30 de março de 1746. Era filho de José Benito de Goya y Franque e de Gracia y Lucientes Salvador. A família tinha se mudado naquele ano para a cidade de Saragoça, onde provavelmente seu pai recebeu trabalho. José era filho de um tabelião de origem basca, cujos ancestrais eram originários de Zerain. José ganhava a vida como dourador, especializado em arte sacra e decoração de igrejas. Foi ele quem supervisionou a ornamentação durante a reconstrução da Catedral-Basílica de Nossa Senhora do Pilar. Francisco era o quarto filho do casal, sendo precedido por Rita (n. 1737), Tomás (n. 1739) e Jacinta (n. 1743). Depois de Francisco nasceram também Mariano (n. 1750) e Camilo (n. 1753).
A família de sua mãe tinha pretensões de nobreza e a casa, uma modesta cabana de tijolos, pertencia à família dela e, talvez fantasiosamente, ostentava seu brasão. Por volta de 1749, José e Gracia compraram uma casa em Saragoça e puderam voltar a morar na cidade. Embora não haja registros, acredita-se que Goya possa ter frequentado as Escuelas Pías de San Antón, que oferecia ensino gratuito. Sua educação parece ter sido adequada, mas não esclarecedora; ele tinha leitura, escrita e matemática, e algum conhecimento dos clássicos. Na escola, ele fez uma amizade duradoura com o colega Martín Zapater; as 131 cartas que Goya escreveu para ele de 1775 até a morte de Zapater em 1803 fornecem informações valiosas sobre os primeiros anos de Goya na corte em Madrid.

## Visita à Itália
Aos 14 anos, Goya estudou com o pintor José Luzán, copiando estampas durante quatro anos, até se decidir a trabalhar por conta própria. Ele se mudou para Madrid, onde estudou com Anton Raphael Mengs, um popular pintor da nobreza na época. Goya teve discussões com seu mentor depois que ele lhe deu notas baixas. Goya então submeteu seus trabalhos para a Real Academia de Belas-Artes de São Fernando, em 1763 e 1766, mas teve sua admissão na academia negada em ambas as vezes.
Roma era então a capital cultural da Europa e detinha todos os protótipos da antiguidade clássica, enquanto a Espanha carecia de uma direção artística coerente, com todas as suas realizações visuais significativas no passado. Não tendo conseguido ganhar uma bolsa de estudos, Goya mudou-se às suas próprias custas para Roma, na velha tradição de artistas europeus que remonta pelo menos a Albrecht Dürer. Ele era um desconhecido na época e, assim, os registros são escassos e incertos. Os primeiros biógrafos o contam viajando para Roma com um grupo de toureiros, onde trabalhou como acrobata de rua, ou para um diplomata russo, ou que se apaixonou por uma bela jovem freira que ele planejou sequestrar de seu convento. É possível que Goya tenha concluído duas pinturas mitológicas durante tal visita, um Sacrifício a Vesta e um Sacrifício a Pan, ambos datados de 1771.
Em 1771, ele ganhou o segundo lugar em um concurso de pintura, organizado pela cidade de Parma. Neste ano, ele retornou a Saragoça, onde pintou elementos da cúpula da Catedral-Basílica de Nossa Senhora do Pilar, como Adoración del nombre de Dios, afrescos na Cartuxa de Aula Dei e afrescos no Palácio de Sobradiel. Estudou com o pintor aragonês Francisco Bayeu y Subías, com quem suas pinturas passaram a exibir as delicadas tonalidades pelas quais ele ficou famoso. Goya se tornou um bom amigo de Bayeu e casou-se com sua filha, Josefa, em 25 de julho de 1773. O primeiro filho do casal, Antonio Juan Ramon Carlos, nasceu em 29 de agosto de 1774.

## Madrid (1775–1789)
O casamento, a adesão de Francisco Bayeu à Real Academia de Belas-Artes de São Fernando em 1765 e a direção das obras de tapeçaria de 1777 ajudaram Goya a receber uma encomenda para uma série de tapeçarias para a "Real Fábrica de Tapices". Ao longo de cinco anos, ele projetou cerca de 42 padrões, muitos dos quais foram usados para decorar e isolar as paredes de pedra de El Escorial e do Palácio Real d'O Pardo, as residências dos monarcas espanhóis. Embora desenhar tapeçarias não fosse prestigioso nem bem pago, seus desenhos alegres em estilo rococó se tornaram populares, e Goya os usou para chamar a atenção para si mesmo.
Estas não foram suas únicas encomendas. Ele recebeu pedidos para gravuras, muitas delas cópias de antigos mestres como Marcantonio Raimondi e Velázquez. Este último era um tópico complicado para Goya. Embora muitos de seus contemporâneos considerassem uma insanidade as tentativas de Goya de copiá-lo e imitá-lo, ele teve acesso a uma ampla gama de obras do pintor há muito falecido que estavam depositadas na coleção real. Seja como for, a gravura era um meio que o jovem artista deveria dominar, um meio que revelaria tanto as verdadeiras profundezas de sua imaginação quanto suas crenças políticas.
Goya ficou doente nessa época, e sua condição foi usada contra ele por seus rivais, que olhavam com inveja para qualquer artista em ascensão. Alguns de seus desenhos maiores, como O Casamento, mediam mais de 2,5 metros por 3 metros e haviam esgotado sua força física. Sempre engenhoso, Goya deu uma reviravolta nesse infortúnio, alegando que sua doença havia lhe permitido o insight para produzir obras mais pessoais e informais. Porém, ele considerou o formato limitante, pois não lhe permitia capturar mudanças de cores ou texturas complexas e não era adequado para as técnicas de empastamento e envidraçamento que ele então aplicava às suas obras pintadas. As tapeçarias parecem comentários sobre tipos humanos, moda e modismos. Outras obras do período incluem uma tela para o altar da Real Basílica de San Francisco el Grande, em Madrid, o que o levou a ser nomeado membro da Real Academia de Belas Artes.

## Pintor da corte

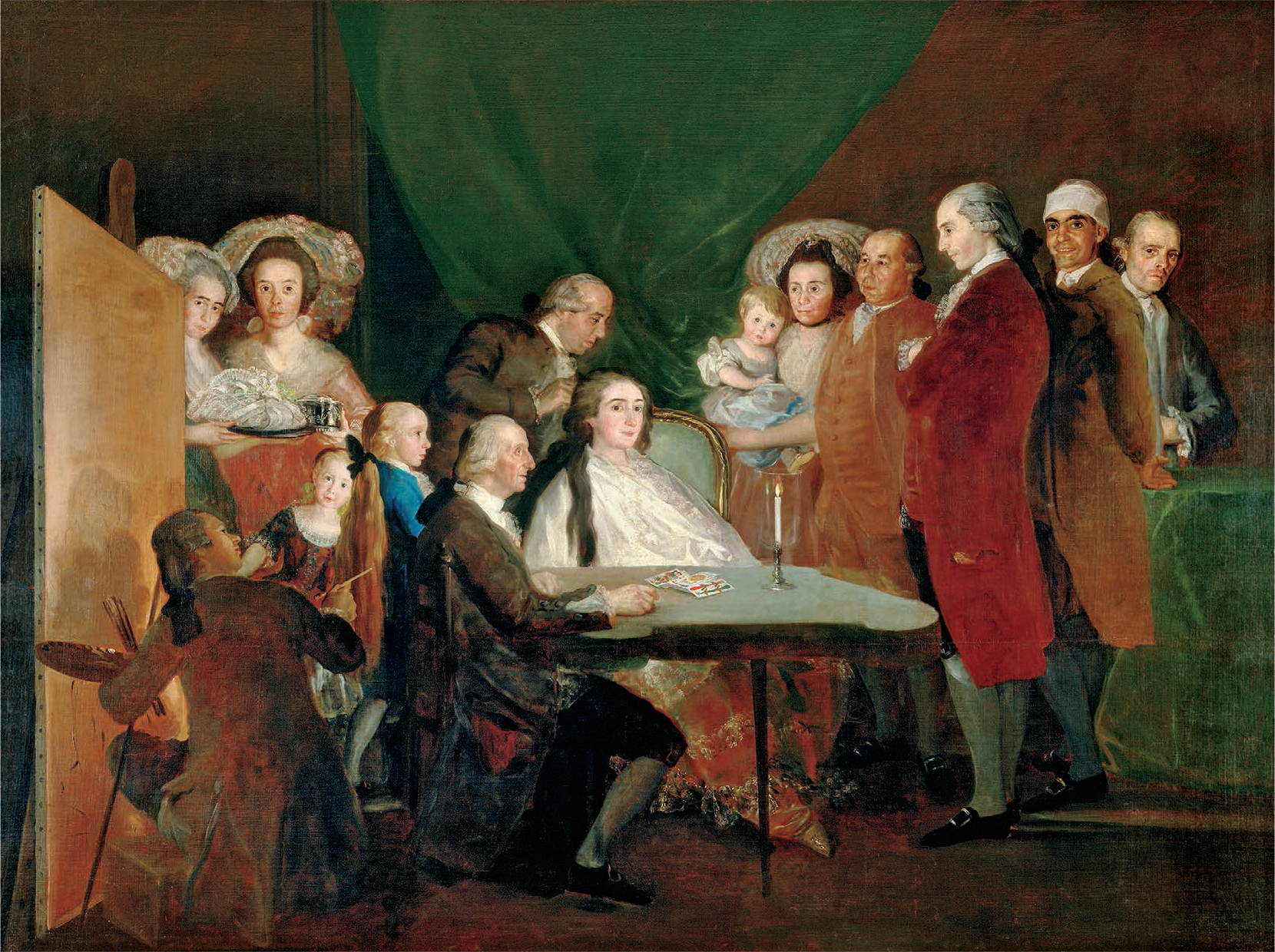
A família do Infante Don Luis, 1784. Magnani-Rocca, Parma

Em 1783, José Moñino y Redondo, um favorito do rei Carlos III, encomendou a Goya um retrato seu. Ele acabou se tornando amigo do meio irmão do rei, Luís, Conde de Chinchón, com quem passou dois verões trabalhando em retratos para Luís e sua família. Na década de 1780, seu círculo de patronos incluíam María Josefa Pimentel, Duquesa de Osuna, o próprio rei e outros nobres notáveis da corte. Em 1786, Goya passou a receber um salário como pintor oficial do rei Carlos III.
Em 1789, Goya foi indicado como pintor da corte do rei Carlos IV e no ano seguinte se tornou o principal pintor, com direito a um alto salário. Ele pintou retratos do rei e de sua rainha, do primeiro-ministro espanhol, Manuel de Godoy, entre outros nobres. Goya recebia encomendas de vários membros do alto escalão do governo e da corte, como Pedro Téllez-Girón, 1.º duque de Osuna e sua esposa, María Josefa, 12ª Condessa de Benavente, e de José Álvarez de Toledo, Duque de Alba e sua esposa, María Cayetana de Silva. Em 1801, ele pintou Godoy para comemorar a vitória da Espanha na breve Guerra das Laranjas, contra Portugal. Os dois eram amigos e o retrato de Godoy é visto, normalmente, como uma sátira. Acredita-se que tenha sido Godoy quem encomendou La maja desnuda.
La Maja Desnuda, pintado entre 1790 e 1800, foi considerada uma arte profana, a primeira nudez em tamanho natural da arte ocidental, sem nenhuma intenção de ser alegórica ou mitológica. A identidade da Maja é incerta. As principais suspeitas é de que tenham sido María Cayetana de Silva, 13ª Duquesa de Alba, com quem Goya pode ter tido um caso, e Pepita Tudó, amante de Manuel de Godoy. Nenhuma teoria foi confirmada e ainda se acredita que ela possa ser apenas uma visão idealizada. O quadro nunca foi exposto durante a vida de Goya e pertencia a Godoy.
Após a queda e o exílio de Fernando VII, todas as posses de Goya foram confiscadas, em 1808 e em 1813, a Inquisição espanhola confiscou seus trabalhos, que julgou serem 'obscenos', devolvendo-os à Real Academia de Belas-Artes de São Fernando, em 1836. Em algum momento entre 1792 e o começo de 1793, Goya foi diagnosticado com surdez. Ele tornou-se retraído e introspectivo enquanto a direção e o tom de seu trabalho mudavam. Ele começou uma série de gravuras, publicadas em 1799, chamadas Caprichos, que terminou em paralelo a encomendas, retratos e pinturas religiosas. No mesmo ano, ele publicou Caprichos, onde ele descreve "as inúmeras fraquezas e loucuras que podem ser encontradas em qualquer sociedade civilizada, e dos preconceitos comuns e práticas enganosas que o costume, a ignorância ou o interesse próprio tornaram comuns".
O colapso físico e mental de Goya parece ter acontecido algumas semanas depois da declaração de guerra da França contra a Espanha. Segundo um contemporâneo:
| “ | Os ruídos em sua cabeça e a surdez não estão melhorando, mas sua visão está muito melhor e ele está de volta ao controle de seu equilíbrio. | ” |

Tais sintomas podem indicar uma encefalite viral prolongada ou, possivelmente, uma série de derrames menores resultantes de pressão arterial alta e que afetaram os centros de audição e equilíbrio do cérebro. Os sintomas de zumbido nos ouvidos, episódios de desequilíbrio e surdez progressiva são típicos da doença de Ménière. É possível que Goya tenha sofrido de envenenamento cumulativo por chumbo, já que usou grandes quantidades de branco de chumbo — que ele próprio criava — em suas pinturas, tanto como primer para telas quanto como cor primária.
Alguns diagnósticos posteriores também indicavam para demência paranoide, possivelmente devido a um trauma craniano, evidenciado pela mudança de paleta de cores de seus trabalhos, que levou à coleção de "pinturas negras". Os historiadores da arte notaram a capacidade singular de Goya de expressar seus demônios pessoais como imagens horríveis e fantásticas que falam universalmente e permitem que seu público encontre sua própria catarse nas imagens.
As guerras napoleônicas vieram e se foram, e os horrores sofridos pelos espanhóis deixaram um Goya amargo, transformando a sua arte em um ataque contra a conduta insana dos seres humanos, passando a retratar a falta de sentido do sofrimento humano, tanto injusto como não merecido. Entre os anos de 1810 e 1814, produziu sua famosa série de pinturas "Los Desastres de la Guerra" e suas duas obras primas "El Segundo de Mayo 1808" e "El Tercero de Mayo 1808" (também conhecido como "Los fusilamientos en la montaña del Príncipe Pío" ou "Los fusilamientos del tres de mayo"). Estas pinturas demonstram um uso de cores extremamente poderoso e expressivo. Pela primeira vez, a guerra foi descrita como fútil e sem glória, sem heróis, somente assassinos e mortos.

## Os últimos anos

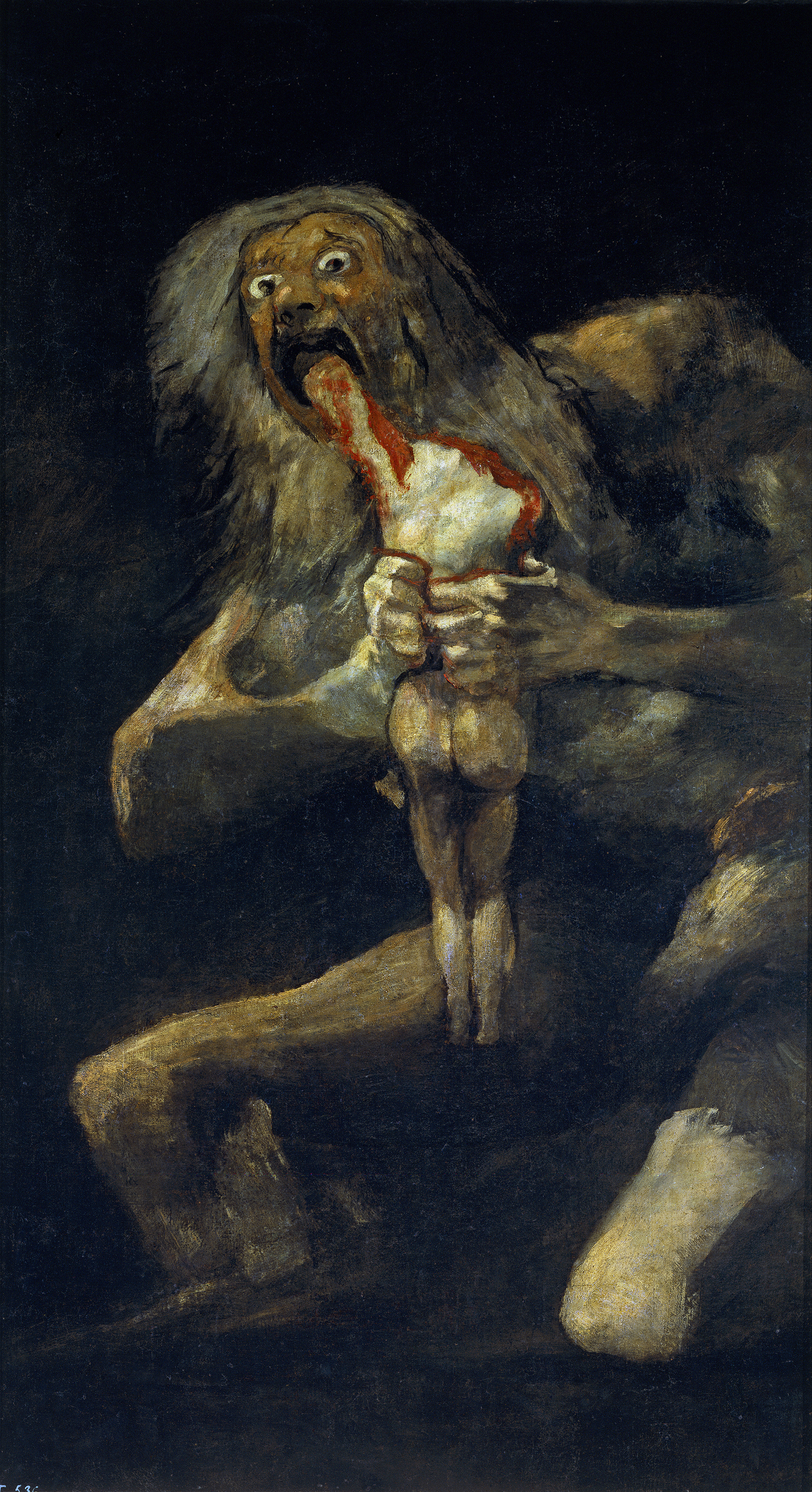
Saturno devorando um filho, 1819-1823.

Durante a última parte de sua vida, Goya cobriu as paredes de sua Quinta del Sordo com as famosas pinturas negras, as últimas e mais misteriosas de seu gênio atormentado, como "Saturno devorando um filho" (1819–1823) que se encontra atualmente no Museu do Prado. Esta pintura constitui uma referência aos conflitos internos de Espanha, durante o reinado absolutista de Fernando VII, mas será também um reflexo da degradação da sua saúde física e mental.
Conhecido como "Goya, o Turbulento" e considerado às vezes como "o Shakespeare do pincel", suas produções artísticas incluem uma ampla variedade representativa de retratos, paisagens, cenas mitológicas, tragédia, comédia, sátira, farsa, homens, deuses e demônios, feiticeiros, e um pouco do obsceno.

## Morte
Em 1824, Goya exilou-se em Bordéus, França. Ele morreu em 16 de abril de 1828, aos 82 anos. Ele hoje se encontra sepultado em San Antonio del la Florida, Madrid na Espanha.
| “ | O sono da razão produz monstros. | ” |

## Galeria

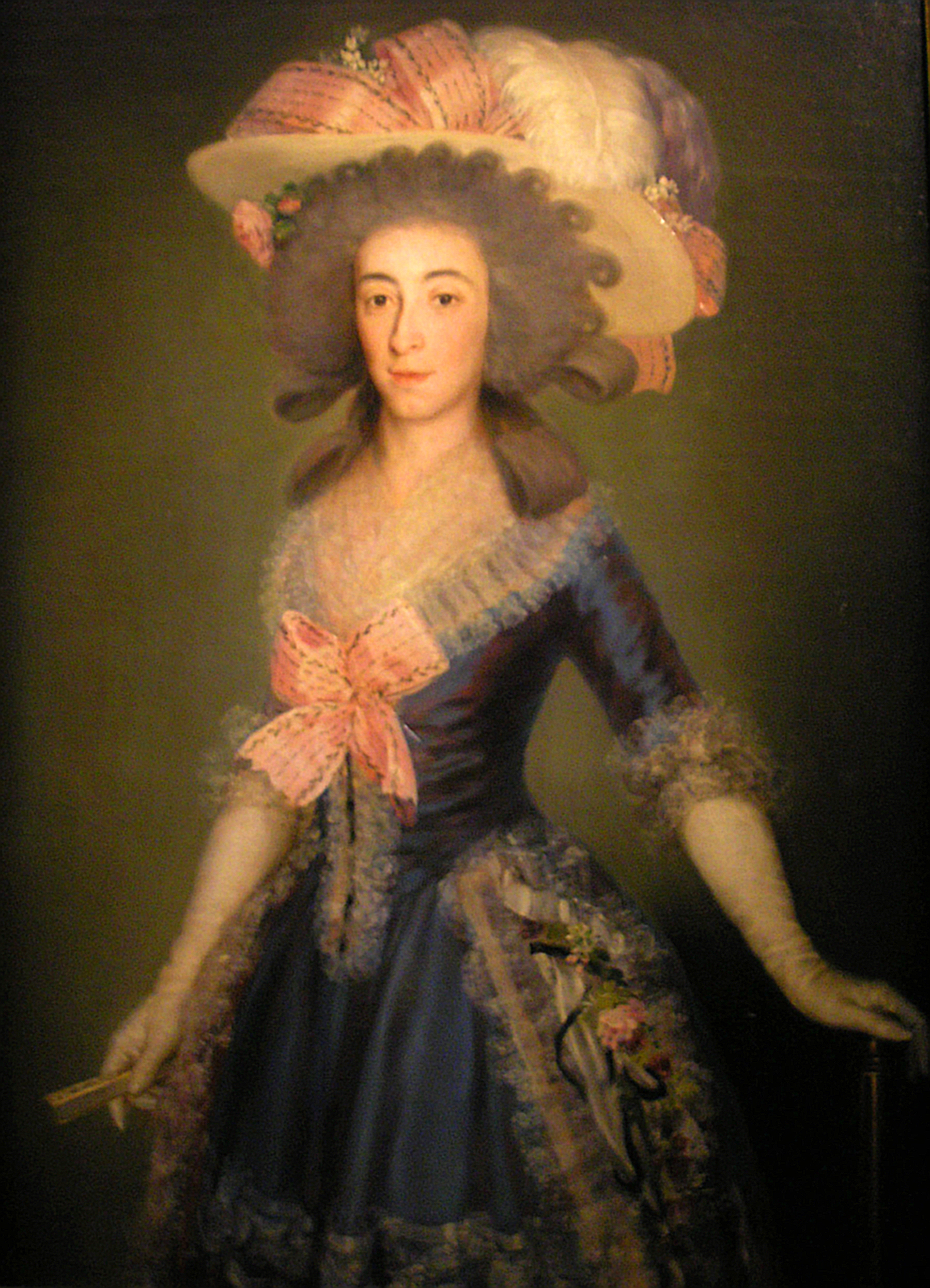
La duquesa de Benavente, óleo sobre tela, cerca de 1785
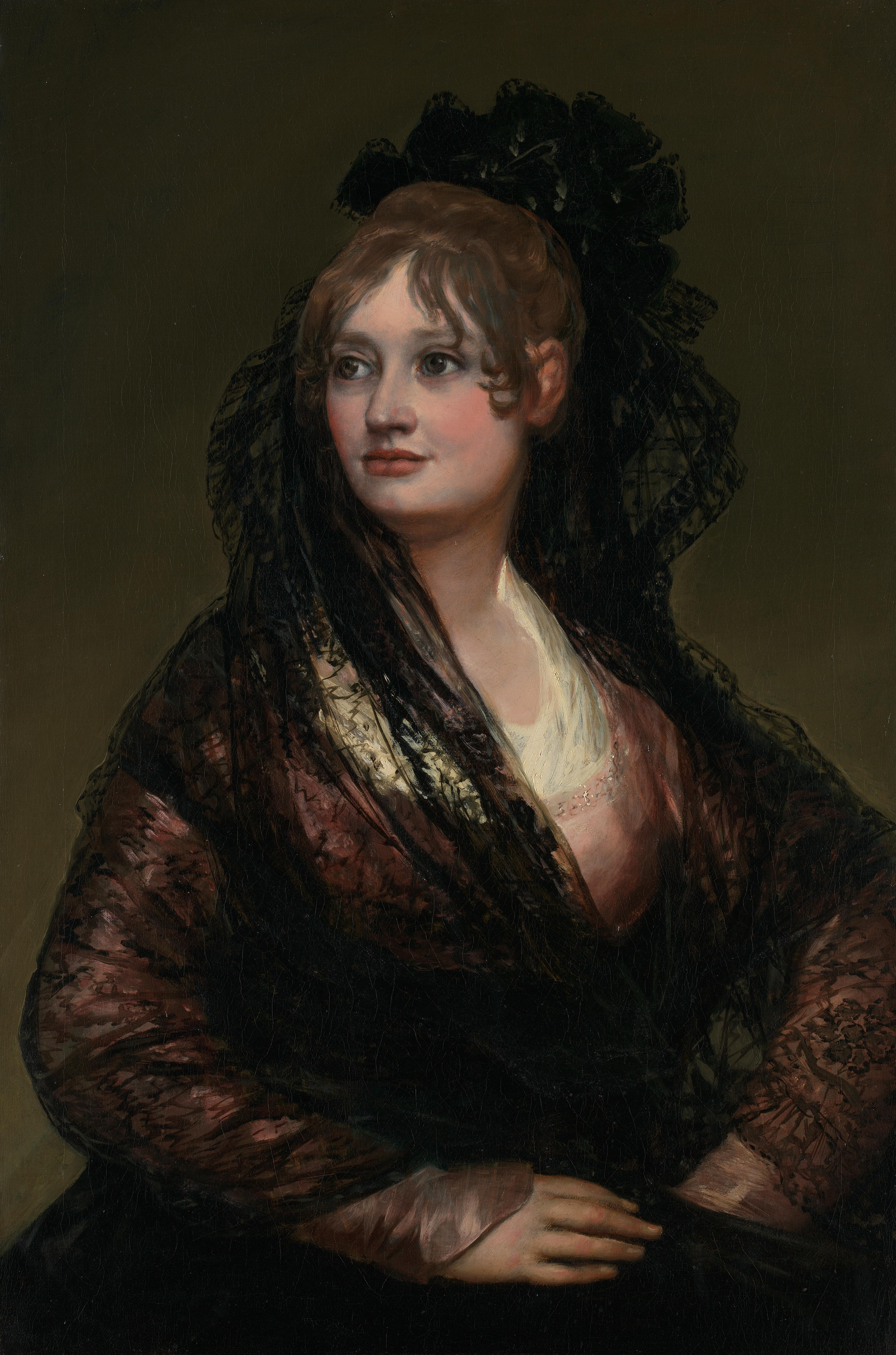
Doña Isabel de Porcel by Francisco Goya", óleo sobre tela, cerca de 1805
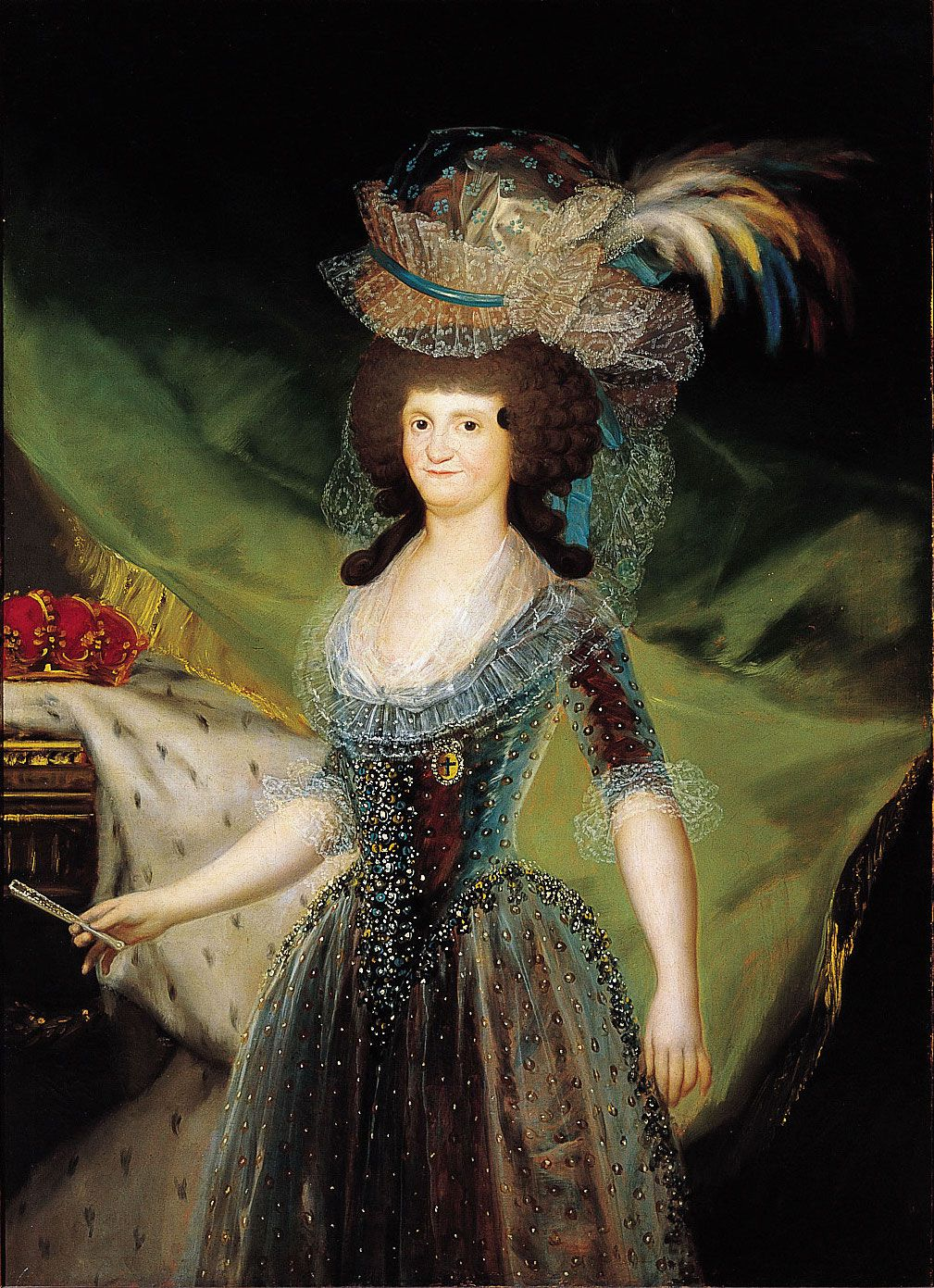
María Luisa de Parma, óleo sobre tela, 1789
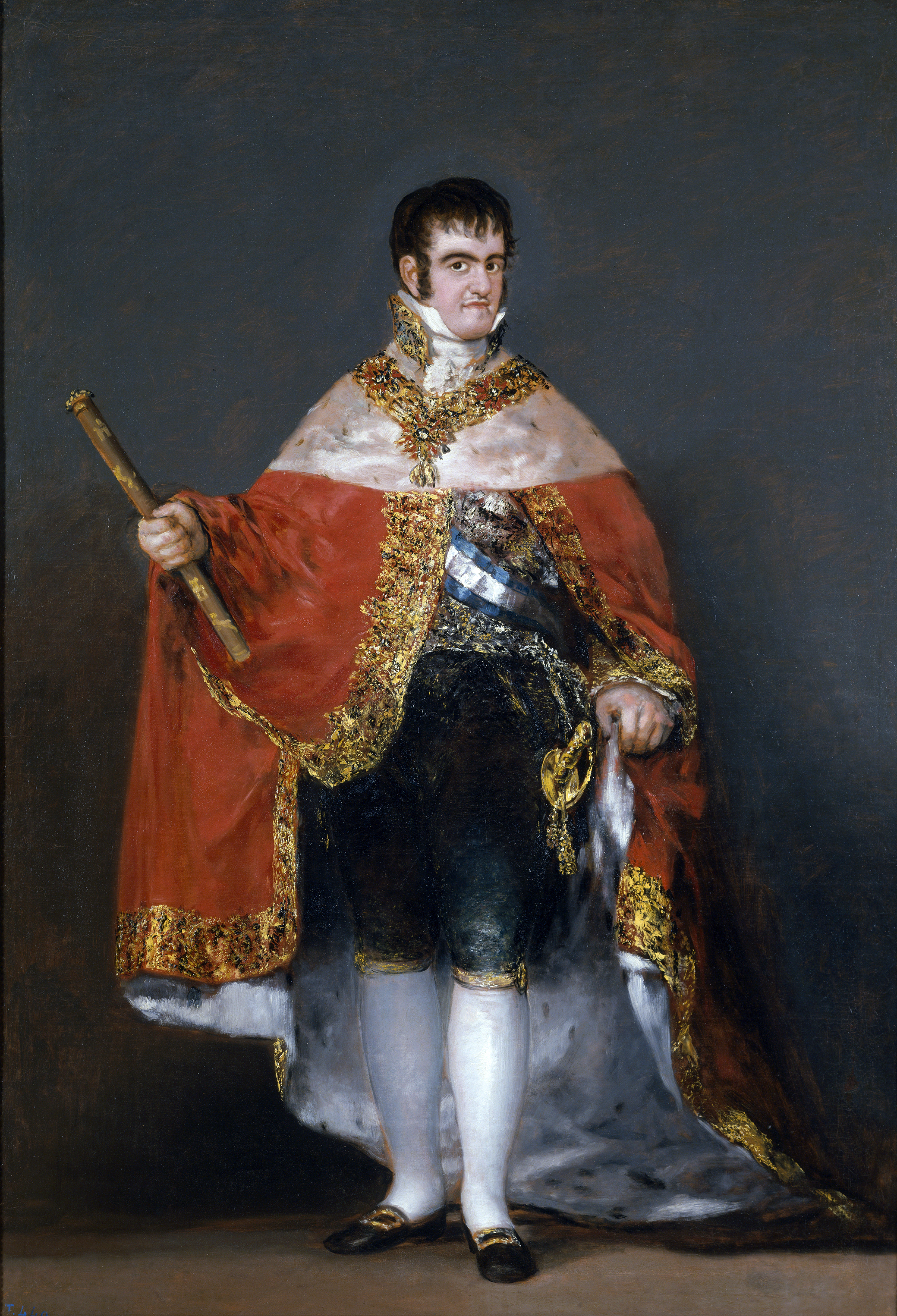
Fernando VII de Espanha, óleo sobre tela, 1815
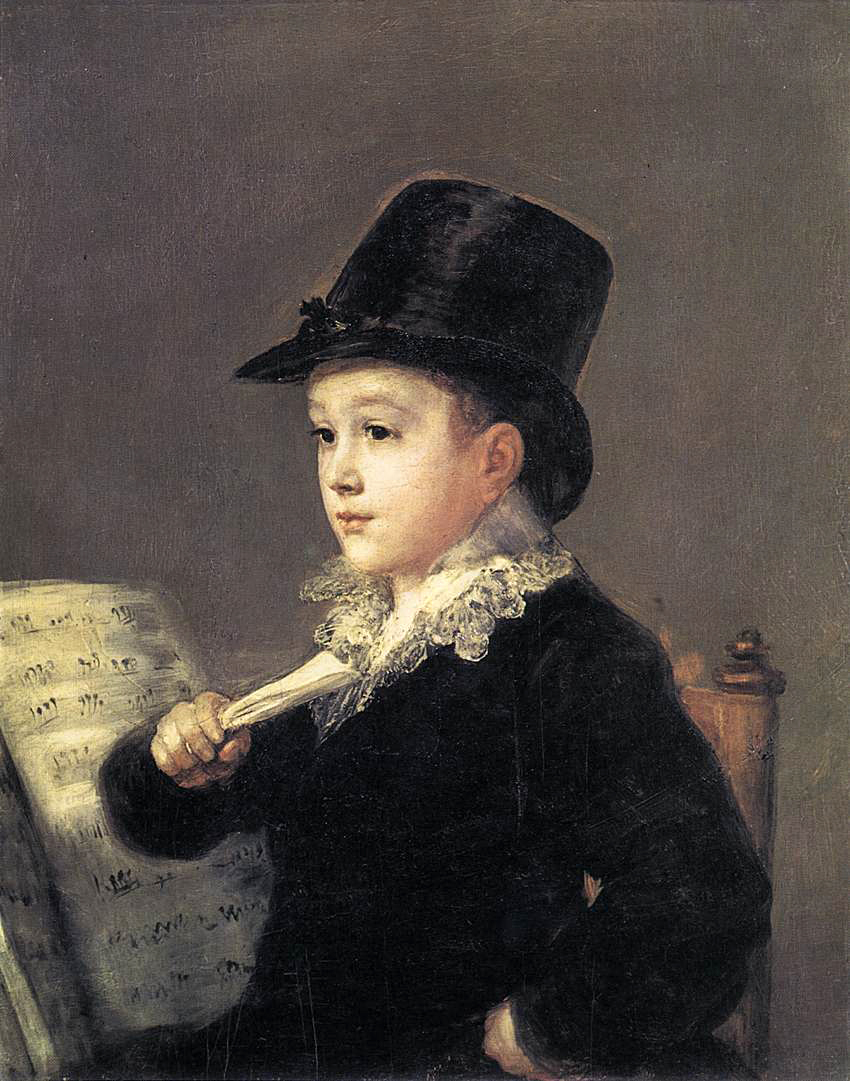
Mariano Goya, óleo sobre madeira, 	entre 1812 e 1814

## Obras
São conhecidas 432 obras de Goya, dispersas por 95 pontos do planeta, em 221 instituições públicas e privadas.
- 1777 — Riña en el Mesón del Gallo
- 1777 — El paseo por Andalucía
- 1778 — La cometa
- 1786 — La nevada
- 1786–1787 — Cazador junto a una fuente
- 1786–1787 — La vendimia
- 1789 — Carlos IV de vermelho
- 1790–1800 — La maja desnuda
- 1795 — La Duquesa de Alba y la dueña ou La Duquesa de Alba y la "beata"
- 1799 — Los caprichos
- 1802–1805 — La maja vestida
- 1810–1820 — Los desastres de la guerra
- 1814 — Los fusilamientos del tres de mayo
- 1814 — Tres de mayo de 1808 en Madrid ou La carga de los mamelucos
- 1815 — Los disparates
- 1819–1823 — Saturno devorando a un hijo
- 1819–1823 — El Aquelarre

## Filmes
- Sombras de Goya, de Milos Forman (2006)
- Goya, de Carlos Saura (1999)

## Leitura indicada
- Buchholz, Elke Linda (1999). Francisco de Goya: Life and Work (em inglês). Colônia: Könemann. 96 páginas. ISBN 9783829029308. Consultado em 17 de agosto de 2014
- Ciofalo, John J (2001). The Self-Portraits of Francisco Goya (em inglês). Cambridge: Cambridge University Press. 240 páginas. ISBN 9780521771368. Consultado em 17 de agosto de 2014
- Connell, Evan S (2004). Francisco Goya: A Life (em inglês). Nova Iorque: Counterpoint. 246 páginas. ISBN 9781582433073. Consultado em 17 de agosto de 2014
- Gassier, Pierre (1955). Goya: Biographical and Critical Study (em inglês). Nova Iorque: Skira. 139 páginas. Consultado em 17 de agosto de 2014
- Junquera, Juan José (2003). The Black Paintings of Goya (em inglês). Londres: Scala Publishers. 95 páginas. ISBN 9781857592733. Consultado em 17 de agosto de 2014
- Licht, Fred (1983). Goya: The Origins of the Modern Temper in Art (em inglês). [S.l.]: Harper & Row. 288 páginas. ISBN 9780064301237. Consultado em 17 de agosto de 2014
- Thomas, Henry; Thomas, Dana Lee (1960). Vidas de Grandes Pintores. Rio de Janeiro: Globo. p. 147. 236 páginas. Consultado em 17 de agosto de 2014
- Tomlinson, Janis (1999). Francisco Goya y Lucientes 1746–1828 (em inglês). [S.l.]: Phaidon. 320 páginas. Consultado em 17 de agosto de 2014
- Marin de Oliveira, S. R (2013). A Representação do Feio na Arte: Breve Estudo sobre Quatro Gravuras de Francisco Goya (Dissertação de Mestrado). São Paulo: UNESP